# Вежайське сільське поселення
Вежа́йське сільське поселення (рос. Вежайское сельское поселение) — муніципальне утворення у складі Усть-Вимського району Республіки Комі, Росія. Адміністративний центр — селище Вежайка.

## Населення
Населення — 386 осіб (2017, 632 у 2010, 771 у 2002, 2717 у 1989).

## Склад
До складу поселення входять такі населені пункти:
| Населений пункт | Населення, осіб (1989) | Населення, осіб (2002) | Населення, осіб (2010) |
| --------------- | ---------------------- | ---------------------- | ---------------------- |
| Вежайка, селище | 1247                   | 693                    | 598                    |
| Пев'ю, селище   | 337                    | 26                     | 2                      |
| Яренга, селище  | 1133                   | 52                     | 32                     |